# Jean-Pierre Laverny
Jean-Pierre Laverny, né le 13 mars 1958 à Toulouse, est un joueur professionnel de football et entraîneur français.

## Biographie
Il occupe le poste de milieu de terrain au Toulouse Football Club de 1976 à 1986 en Division 2 puis en Division 1. Pilier du club toulousain depuis six saisons avec Pierre Cahuzac puis Daniel Jeandupeux, il est de moins en moins aligné avec l'arrivée de Jacques Santini au poste d'entraîneur. Il part ensuite à Mulhouse, un cador de la division 2 battu deux fois en barrage d'accession, alors entraîné par Raymond Domenech. Mais c'est un échec pour lui et après une saison galère, il se relance avec un passage en Division 3 avec la favori pour la montée, l'AS Béziers, relégué mais qui ne termine finalement que 14e. 
Jean-Pierre part alors poursuivre sa carrière à Istres, un des clubs ambitieux en Division 2, recruté par Guy Roussel, son ancien entraineur (adjoint de P. Cahuzac) à Toulouse. Il prend sa retraite en 1991.
Il entame sa carrière d'entraîneur à Carcassonne en 1991 (il y est toujours joueur au début) et y officie jusqu'en 1999.
En 2000, il devient entraîneur du centre de formation du RC Strasbourg. Pour sa dernière saison à Strasbourg en 2009-2010, il s'occupe des moins de 17 ans et leur apprend la fameuse "jeanpess" internationalement réputée (frappe en rupture dont il a le secret). Il quitte le Racing après le dépôt de bilan de 2010.
En 2010-2011 il est entraîneur à Obernai dans la Division d'Honneur en Alsace.
De 2011 à 2015, il entraîne l'ASC Biesheim.
Il re-integre le Racing au poste d'entraîneur des U17 en juin 2015.

## Carrière
- 1976-1986 :  Toulouse FC
- 1986-1987 :  FC Mulhouse
- 1987-1988 :  AS Béziers
- 1988-1991 :  FC Istres[2]

## Palmarès
- Champion de France de D2 en 1982 avec le Toulouse FC.

- Champion du Languedoc-Roussillon division honneur en 1994.

- Champion d'Alsace division honneur 2013.